# Oberea okinawana
Oberea okinawana là một loài bọ cánh cứng trong họ Cerambycidae.